# Heladería

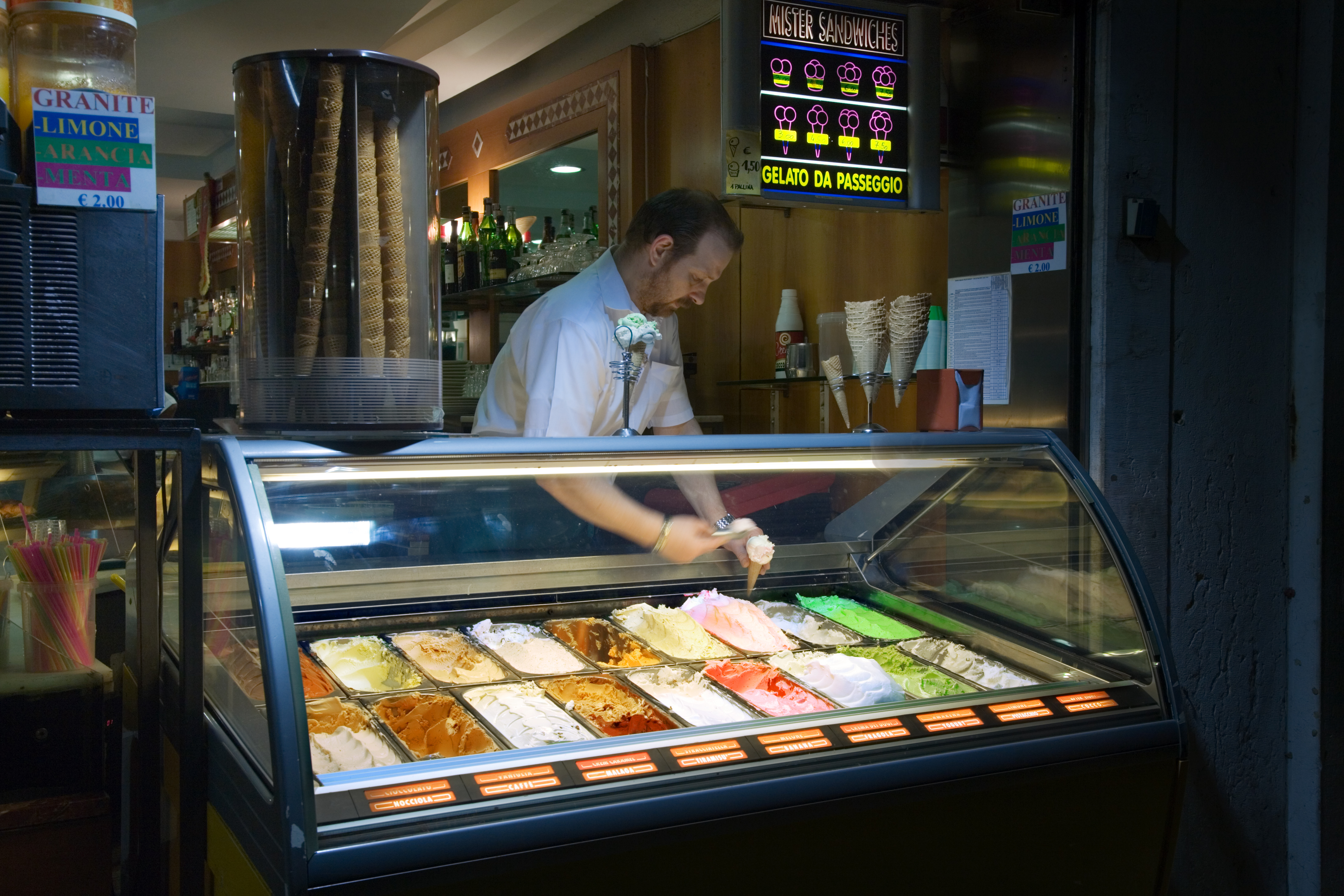
Heladería en Venecia.

Una heladería es un establecimiento en el que se comercializan y se sirven helados. Suele constar de un escaparate refrigerado en el que se encuentran clasificados los diferentes tipos o sabores de helados. Generalmente se trata de un establecimiento abierto, o de gran entrada, al que puede accederse de forma sencilla. En algunas ocasiones durante la historia las heladerías fueron portátiles dando lugar a los carritos de helados.

## Historia
La primera heladería data del año 1668 en la que el siciliano Francesco Procopio de Coltelli (cocinero de Luis XIV de Francia) abrió un establecimiento de este tipo en París.
La Heladería Coromoto, ubicada en la ciudad de Mérida en Venezuela ocupa el primer puesto en el Record Guiness por ofrecer más de 1000 sabores a su clientela.